# Оберто, гроф од Сан Бонифација (опера)
Оберто, Гроф од Сан Бонифација (Oberto, conte di San Bonifacio), опера, dramma у два чина Ђузепеа Вердија

## Либрето
Темистокле Солера (Temistocle Solera) према либрету прве Вердијеве опере Рочестер (Rocester) Антонија Пјаце (Antonio Piazza), која није прихваћена код публике, а чија је партитура изгубљена.

## Праизведба
- 17. новембар 1839, Милано у Teatro alla Scala

## Ликови и улоге
Оберто (Oberto), гроф од Сан Бонифација - баритон

Леонора (Leonora), његова ћерка - сопран

Рикардо (Riccardo di Salinguerra), гроф од Салингуере - тенор

Куница (Cuniza), сестра Ецелина да Романо - мецосопран

Имелда (Imelda), Куницина пратиља - мецосопран
витезови, племство, вазали (хор)

## Место и време
Замак Ецелино (Ezzelino) у Басану (Bassano) и околина 1228. године.

## Познате музичке нумере
- Ciel pietoso, ciel clemente (Рикардова романса из II чина)